# El-Ouaya
Le El-Ouaya est un des 4 départements composant la région du Mayo-Kebbi Ouest au Tchad (Ordonnance N° 001/PR/2019 du 11 février 2019). Son chef-lieu est Lagon,.

## Subdivisions
Le département de El-Ouaya est divisé en 4 sous-préfectures :
- Lagon
- Bissi-Mafou
- Guelo
- Guetalet

## Histoire
Le département de El-Ouaya est instauré le 11 février 2019 par démembrement du département du Lac Léré.

## Administration
Liste des administrateurs :
Préfets de El-Ouaya
- 2021 : Youssouf Dackou Yenemi